# إبراهيم الحصري القيرواني
إِبْرَاهِيمُ الحُصْرِيُّ القَيْرَوَانِيُّ (توفي عام 453 هـ / 1061 م) هو أَبُو إِسْحَاقَ إِبْرَاهِيْمُ بنُ عَلِيِّ بنِ تَمِيمٍ الحُصْرِيُّ القَيْرَوَانِيُّ الأَنْصَارِيُّ، أديب وشاعر من أدباء القيروان بالمغرب العربي (تحديدًا تونس حاليًّا)، وهو مؤلف وناثر بليغ.
قال عنه ابن بسام الشنتريني في كتابه الذخيرة في محاسن أهل الجزيرة:
| ” | فصل في ذكر الشيخ أبي إسحاق إبراهيم بن علي بن تميم، المعروف بالحصري، واجتلاب جملة من كلامه كان أبو إسحاق هذا صدر الندي، ونكتة الخبير الجلي، وديوان اللسان العربي، راض صعابه، وسلك أوديته وشعابه، وجمع أشتاته، وأحيا مواته، حتى صار لأهله إماما، وعلى جده وهزله زماماً، وطنت به الأقطار، وشدت إليه الأقتاب والأكوار، وأنفقت فيما لديه الأموال والأعمار، وهو يقذف البلاد بدرر صدفها الأفكار، وسلوك ناظمها الليل والنهار، عارض أبا بحرٍ الجاحظ بكتابه الذي وسمه بـ"زهر الآداب، وثمرة الألباب"، فلعمري ما قصر مداه، ولا قصرت خطاه، ولولا أنه شغل أكثر أجزائه وأنحائه، ومرج يحبو حمى أرضه وسمائه، بكلام أهل العصر دون كلام العرب، لكان كتاب الأدب، لا ينازعه ذلك إلا من ضاق عنه الأمد، وأعمى بصيرته الحسد، ثم أخذ بعد ذلك في إنشاء التواليف الرائقة، والتصانيف الفائقة ككتاب "النور والنور" وكتاب "المصون من الدواوين" ، إلى عدة رسائل وأشعار، أندى من نسيم الأسحار، وأذكى من شميم الأزهار؛ وقد أخرجت من كلامه ما لا ينكر فضله، ولا ينشي مثله إلا مثله، وكانت وفاته - فيما بلغني - سنة ثلاث وخمسين وأربعمائة. | “ |

## مؤلفاته
1. (زهر الآداب وثمر الألباب) تحقيق علي محمد البَجاوي، في مجلدين، دار الفكر العربي. وهو أحد أمَّهات كتب الأدب.
2. (نُور الطَّرْف ونَور الظَّرْف) تحقيق لينة بنت عبد القدوس أبو صالح، مؤسسة الرسالة.
3. (جمع الجواهر في المُلَح والنوادر) تحقيق علي محمد البَجاوي، ويُعرَف باسم "ذيل زهر الآداب".
4. (المَصُون في سرِّ الهوى المَكنُون) تحقيق النبوي عبد الواحد شعلان.

أبان المصنِّف عن منهجه في مقدمة الكتاب الأخير فقال: «هذا كتاب اخترت فيه قطعة كافية من البلاغات في الشعر والخبر والفصول والفقر مما حسن لفظه ومعناه… وليس لي في تأليفه من الافتخار أكثر من حسن الاختيار. واختيار المرء قطعة من عقله». وعُني أبو إسحاق الحُصْري بالوصف عناية خاصة، فأكثر من إيراد النصوص في وصف الليل والبلاغة والماء والرعد والبرق وغيرها. وغلب السَّجْع على أسلوب الكتاب وهو أسلوب ذلك العصر.